# When a Heart Beats
When a Heart Beats is een nummer van de Britse muzikant Nik Kershaw. Het is de derde single van zijn tweede studioalbum Radio Musicola.
Vanaf "When a Heart Beats" begon het grote succes voor Kershaw steeds verder af te nemen. Het nummer leverde hem een bescheiden 27e positie op in het Verenigd Koninkrijk, waarmee het voor het eerst was dat Kershaw daar niet de top 20 bereikte. Ook in Ierland, Duitsland en Finland werd hef nummer een bescheiden hit. In het Nederlandse taalgebied kwam de plaat voor in de hitparades.